# Onofre
Onofre is een geslacht van spinnen uit de familie springspinnen (Salticidae).

## Soorten
De volgende soorten zijn bij het geslacht ingedeeld:
- Onofre carnifex Ruiz & Brescovit, 2007
- Onofre necator Ruiz & Brescovit, 2007
- Onofre sibilans Ruiz & Brescovit, 2007